# Avinyonet de Puigventós

Położenie gminy na mapie comarki Alt Empordà

Avinyonet de Puigventós (hiszp. Aviñonet de Puig Ventós, Aviñonet) – gmina w Hiszpanii, w Katalonii, w prowincji Girona, w comarce Alt Empordà.
W 2018 roku liczba ludności Avinyonet de Puigventós wyniosła 1604 – 803 mężczyzn i 801 kobiet. Powierzchnia gminy wynosi 12,3 km². Avinyonet de Puigventós znajduje się na średniej wysokości 70 metrów nad poziomem morza.
W skład gminy, poza miejscowością o nazwie Avinyonet de Puigventós, wchodzą również: Santa Eugènia i Tres Cases.